# Koncert, který se nekonal
Koncert, který se nekonal (2011) je album Vlasty Redla se skupinou, která se nazvala Naše nová kapela. Je kompilací živých nahrávek z několika koncertů z roku 2011.

## Seznam písniček
1. Přijdu hned (Vlasta Redl) – 3:45
2. Opět na výletě (Vlasta Redl / Josef Fabián, Vlasta Redl) – 7:14
3. Město měst (Vlasta Redl) – 8:45
4. Jak vlastně vypadáš (Vlasta Redl) – 5:29
5. Beatbox (Marcel Buntaj) – 3:51
6. Rafajův zákon (Vlasta Redl) – 5:12
7. Přišel čas (Vlasta Redl) – 3:02
8. Vlaštověnka (lidová, úprava Jiří Pavlica, Vlasta Redl) – 3:24
9. V hornom dolnom konci (lidová, úprava Zuzana Homolová, Vlasta Redl) – 4:51
10. Hrála mi Julii (Vlasta Redl) – 4:36
11. Husličky (Vlasta Redl) – 4:55
12. Ach synku, synku (lidová, úprava Vlasta Redl) – 2:06
13. Konec konců (Vlasta Redl) – 1:06

## Hrají a zpívají
- Vlasta Redl – zpěv (1–4, 6, 9–13), akustická kytara (1, 10), elektrická kytara (2, 4, 11, 13), klávesy (3, 5–8), mandolína (9)
- Alice Holubová – zpěv (8)
- Marcel Buntaj – beatbox (5), bicí (11, 13)
- Martin Gašpar – baskytara (5, 11, 13), zpěv (11)
- Marcel Gabriel – bicí (2–4, 6, 9), udu (7), zpěv (12)
- Matěj Morávek – elektrická kytara (2, 3, 6, 7, 9, 11, 13), akustická kytara (4), zpěv (6, 9, 11, 12)
- Borek Nedorost – klávesy (2–4, 6, 7, 9, 11, 13), zpěv (3, 6, 9, 11, 12)
- Petr Vavřík – baskytary (2–4, 6, 7, 9), zpěv (12)
- Michal Žáček – saxofony (2, 3, 6, 8), zpěv (9)
- Luboš Javůrek – foukací harmonika (3)
- Karel Macálka – zpěv (9)
- Josef Šobáň – zpěv (9)
- Michael Vašíček – elektrická kytara (8), zpěv (9)